# Irina Łaczina
Irina Olegowna Łaczina, ros. Ирина Олеговна Лачина (ur. 29 sierpnia 1972 w Bielcach w Mołdawii) – rosyjska aktorka filmowa i teatralna, znana w Polsce m.in. z roli Marusi w filmie Jacka Bromskiego U Pana Boga za piecem, za którą w 1998 r. otrzymała nagrodę „Video Studio Gdańsk” na 23. Festiwalu Polskich Filmów Fabularnych.

## Życiorys
Urodziła się w rodzinie Swietłany Tomy i Olega Łaczina. Studiowała w Szkole Teatralnej im. B. Szczukina w Moskwie, którą ukończyła w 1993 r. Debiutowała jako dziecko w rosyjskim filmie Dzień dobry, przyjechałem z 1979 roku. Dopiero jednak dzięki kolejnemu filmowi, Wędrówce Gwiazd z 1991 roku, w którym wcieliła się w rolę samej siebie, stała się znana wśród rosyjskich widzów.
Dziś jest bardziej aktorką telewizyjną i teatralną niż filmową. Obecnie pracuje w Teatrze na Tagance. Sławę w Rosji przyniósł jej serial Tajemnice pałacowych przewrotów, opowiadający o rządach Piotra Wielkiego, w którym w latach 2000–2001 wcieliła się w rolę Anny Romanowny, córki imperatora.

## Życie prywatne
W 1991 poślubiła rosyjskiego aktora Olega Budrina, z którym ma córkę Marię (urodzona 18 grudnia 1991). Obecnie związana z Dmitrijem Charatianem.

## Filmografia
- 1979: Здравствуйте, я приехал! (Dzień dobry, przyjechałem!)
- 1991: Блуждающие звезды jako ona sama (Wędrówka gwiazd)
- 1994: Адское пекло jako Charlotte
- 1995: Diabelska symfonia (Hellfire, USA) jako młoda Charlotta
- 1995: Французский вальс (Francuski walc)
- 1995: Компания (Spółka)
- 1997: Клубничка (Truskawka) jako Luba
- 1998: U Pana Boga za piecem jako Marusia
- 2000: Тайны дворцовых переворотов (Tajemnice pałacowych rewolucji)
- 2000: Маросейка, 12 (Maroseyka, 12) jako Daria
- 2001: Леди Бомж (Pani Bum) jako Jelizawieta Basargina
- 2001: Lady Boss jako Jelizawieta Basargina
- 2002: Most łańcuchowy (A Hídember, Węgry) jako Crescence Zeilern
- 2003: Лучший город Земли jako Wiera Gładilina (Najlepsze miasto na Ziemi)
- 2003: Люди и тени-2. Оптический обман jako Natasza
- 2004: Нежное чудовище (Gentle Beast) jako Aliona Władimirowna Pozdniakowa
- 2005: Дзисай (Dzisaj)
- 2005: Бухта Филиппа jako Weronika
- 2005: Частный детектив jako Markicz
- 2006: Охота на гения (Polowanie na geniusza) jako Sheila Kuliewa
- 2006: Своя чужая сестра' jako Anna
- 2006: Слабости сильной женщины jako Zośka
- 2007: Шутка (Żart) jako Ludmiła Salnikowa
- 2007: U Pana Boga w ogródku jako Marusia
- 2007: На мосту jako Staszkowa
- 2008: Морской патруль-2 jako Ljusa
- 2008: Трюкачи jako Jelena
- 2008: Тяжёлый песок jako Raszel Rachlenko
- 2009: Медвежий угол jako Ljusa
- 2009: Подарок судьбы jako Marina Rakitina
- 2010: Hydraulika (Гидравлика) jako Rieszka
- 2010: Белый налив jako Sasza Żiwienko
- 2011: Я подарю себе чудо jako Lena
- 2011: А счастье где-то рядом jako Irina Lwowna
- 2011: Контакт 2011 jako Olga
- 2011: Охраняемые лица jako Marija Krasnowa
- 2011: Только ты jako Ela
- 2012: Собачья работа jako Tonia Smagina
- 2012: Legenda No. 17 (Легенда № 17)
- 2015: Юрочка jako Tatjana
- 2016: Woroniny jako Anna Zołotariewa, siostra Wiery
- 2016: Экипаж jako dziennikarka